# Ansfryd
Ansfryd z Utrechtu, Święty Ansfryd, również: Ansfried (Ansfrid, Ansfridus) z Utrechtu (ur. ?, zm. 3 maja 1010) – graf Leuven w Brabancji, benedyktyn i biskup Utrechtu, święty Kościoła katolickiego.
O jego życiu niewiele wiadomo. Był hrabią Brabancji i w 992 roku ufundował klasztor w Reichsstift Thorn (obecnie Thorn) dla żony Hilsundy (hrabina Stryen) i córki, a sam został mnichem w założonym przez siebie klasztorze benedyktyńskim Hohorst (niem. Benediktinerkloster Hohorst ) wzniesionym na wzgórzu Heiligenberg k. Leusden w prowincji utrechcckiej. W roku 995 został mianowany biskupem Utrechtu przez Ottona III. Kiedy został dotknięty ślepotą (ok. 1006) wycofał się ze stanowiska i powrócił do życia we wspólnocie zakonnej w Hohorst, gdzie rozpoczął życie konsekrowane i zmarł jako mnich.
Jego wspomnienie liturgiczne obchodzone jest w jego dies natalis (3 maja).